# Винкамин
Винкамин — алкалоид, содержащийся в листьях барвинка (Vinca minor); на его долю приходится 25—65% от всех индольных алкалоидов этого растения. Он также может быть получен полусинтетическим путём из сходных алкалоидов. В некоторых устаревших фармакотерапевтических справочниках указывается, что алкалоид винкамин так же содержится в растении катарантус розовый (Catharanthus roseus L.). Винкамин не содержится в травянистом полукустарнике вида Катарантус розовый, а ошибка кочующая из одного фармакотерапевтического справочника в другой связана с тем, что устаревшее название катарантуса розового было Vinca rosea L. Ботаники устранили ошибку в систематике этого растения, а фармакогносты и фармакологи продолжают переписывать неправильную информацию.
Винкамин — сосудорасширяющее средство, улучшает мозговое кровообращение, стимулирует метаболические процессы в ЦНС. Применяется при нарушениях мозгового кровообращения и как общий стимулятор деятельности ЦНС. Часто назначается совместно с пирацетамом.
Малый барвинок используется также и в народной медицине.

## Фармакологическое действие
Препарат расслабляет гладкую мускулатуру кровеносных сосудов мозга. Усиливает поглощение и обмен глюкозы, улучшает насыщение ткани мозга кислородом. Повышает умственную работоспособность, облегчает процесс запоминания. Тормозит адгезию и агрегацию тромбоцитов, вызывая уменьшение вязкости крови. Ингибирует фермент фосфодиэстеразу, повышая содержание цАМФ в тканях мозга. Незначительно понижает артериальное давление, оказывает седативное действие.
Фармакокинетика
Быстро всасывается после приёма внутрь. Биодоступность препарата — порядка 70 %. Максимальная концентрация препарата в плазме крови достигается через 1 ч. Преобразуется в печени с образованием неактивных метаболитов. Период полувыведения — 5 ч. Метаболиты выводятся почками (с мочой).

## Показания
При нарушениях мозгового кровообращения в результате травмы либо вследствие инсульта, атеросклероза, спазма сосудов мозга, диабетической ангиопатии. Также применяется при мигрени, головокружениях, других вестибулярных нарушениях сосудистого происхождения.
Как общий стимулятор нервной деятельности применяется при рассеянности, нарушении речи, ухудшении памяти и снижении интеллектуальных способностей в пожилом возрасте; при замедленном развитии интеллектуальных способностей у детей и подростков.
В составе комплексной терапии может находить применение для коррекции нарушений концентрации внимания и координации движений при психических заболеваниях.
Препарат противопоказан при коронарной недостаточности, аритмии, опухолях головного мозга. Запрещено применение при беременности и кормлении грудью.
С осторожностью назначают при пониженном артериальном давлении, а также пациентам, перенёсшим инфаркт миокарда.

## Способ применения и дозировка
Принимают внутрь по 10—40 мг 3 раза в день; при необходимости дозу увеличивают до 40 мг 4  раза в день. Курс лечения составляет 10—30 дней. После этого назначают в поддерживающей дозе 20 мг 1—2 раза в день. Детям от 6 лет и старше — по 5 мг 3 раза в день.
Препарат вводят также внутривенно капельно или внутримышечно, по одной ампуле 1—2 раза в день; детям 6 лет и старше — по 7,5 мг. Курс лечения около 2 мес.

## Побочные эффекты и лекарственное взаимодействие
Винкамин может вызвать артериальную гипотензию, тахикардию, кожные и аллергические реакции.
Он усиливает действие антиагрегантов и гипотензивных средств.